# Looking Down the Yosemite Valley, California
Looking Down the Yosemite Valley, California (Dansk: Udsigt over Yosemite-dalen i Californien) er malet i 1865 af den tysk-amerikanske maler Albert Bierstadt (1830-1902).
Det er Bierstadts første store maleri fra Yosemite, som blev et af hans kendte motiver. Maleriet præsenterer tilskueren for en betagende udsigt over en af Amerikas mest maleriske lokaliteter. Maleriet er baseret på skitser, som Bierstadt tog under et besøg på stedet i 1863. Bierstadt malede dalen fra et udsigtspunkt lige over Merced-floden med blikket rettet lige mod vest med udsigten indrammet af El Capitan til højre og Sentinel Rock til venstre. Cathedral Rocks tinder kan ses i baggrunden.